# Parque geológico Sanagasta
El Parque geológico Sanagasta se encuentra en el departamento homónimo, en la Provincia de La Rioja, Argentina. Fue creado en el año 2001, luego de que un grupo de investigadores hallara en la zona elementos de particular valor geológico y paleontológico, entre ellos nidos y huevos de dinosaurios.

## Superficie y ubicación
El Parque geológico Sanagasta se encuentra al noroeste de Villa Sanagasta, en cercanías de la ruta nacional 75. Aproximadamente, su centro de ubica en la posición 29°15′54″S 67°02′36″O / -29.26500, -67.04333 y la superficie del parque abarca algo menos de 850 hectáreas.

## Características
El área del parque preserva un valle relativamente pequeño, de características sedimentarias, rodeado de formaciones graníticas, que constituyen un espacio particular para la observación de fósiles y fenómenos geológicos. 
Según la descripción efectuada por el Dr. Mario A. Hünicken, uno de los científicos del grupo que logró los últimos hallazgos:

Se trata de areniscas y conglomerados rojos con algunas intercalaciones de areniscas y conglomerados grises, culminando la secuencia con unos pocos metros de areniscas y conglomerados calcáreos, gris blanquecinos, con frecuentes concreciones silíceas, que constituyen el emplazamiento de los numerosos nidos con huevos de dinosaurios. Estos restos fósiles, originalmente de carbonato de calcio han sufrido un proceso de silicificación.

## Protección
Inicialmente, se asignó el cuidado y control del área al Centro Regional de Investigaciones Científicas y Transferencia Tecnológica de La Rioja (CRILAR), cuyos científicos participaron de los hallazgos iniciales.
Hacia mitad del año 2014 se formalizó la inauguración del parque temático conocido localmente como Parque "Los Dinosaurios". El área protegida se encuentra contenida dentro de este parque, con lo cual se fortalece la preservación y el control de la zona, permitiendo al mismo tiempo la asistencia de visitantes.